# Župnija Zgornja Polskava
Župnija Zgornja Polskava je rimskokatoliška teritorialna župnija dekanije Slovenska Bistrica Bistriško-Konjiškega naddekanata, ki je del nadškofije Maribor.

## Sakralni objekti
|    | slika | cerkev                              | kraj / naselje              |
| -- | ----- | ----------------------------------- | --------------------------- |
| 1. |       | cerkev sv. Trojice župnijska cerkev | Zgornja Polskava            |
| 2. |       | cerkev sv. Janeza podružnica        | Bukovec, Slovenska Bistrica |

Na področju župnije stoji še mnogo kapelic, znamenj in križev.